# Piotr Wielebnowski
Piotr Wielebnowski (ur. 1953) – polski koszykarz występujący na pozycji skrzydłowego, dwukrotny medalista mistrzostw Polski.
Jest ojcem koszykarki Anny Wielebnowskiej, olimpijki, wielokrotnej mistrzyni Polski oraz Belgii.

## Osiągnięcia
Na podstawie, o ile nie zaznaczono inaczej.
Klubowe
- Mistrz Polski (1976)
- Wicemistrz Polski (1977)
- Finalista Pucharu Polski (1983)
- Uczestnik:
  - rozgrywek Pucharu Europy Mistrzów Krajowych (1977)
  - FIBA All-Star Game (1981)[4]